# Římskokatolická farnost Slavkov u Opavy
Římskokatolická farnost Slavkov u Opavy je územní společenství římských katolíků s farním kostelem svaté Anny ve Slavkově.

## Kostely a kaple na území farnosti
- Kostel svaté Anny ve Slavkově